# Tamara Schädler
Tamara Schädler (Coira, 23 aprile 1977) è un'ex sciatrice alpina liechtensteinese, portabandiera del Liechtenstein durante la cerimonia di apertura dei XVIII Giochi olimpici invernali di Nagano 1998.

## Biografia
La Schädler, originaria di Triesenberg, esordì in Coppa Europa il 15 dicembre 1994 a Gressoney-La-Trinité in slalom gigante, senza completare la prova; in Coppa del Mondo debuttò il 21 novembre 1997 a Park City nella medesima specialità, senza completare la prova, e ottenne il miglior piazzamento il 23 gennaio 1998 a Cortina d'Ampezzo in supergigante (39ª). Esordì ai Giochi olimpici invernali a Nagano 1998 dove, dopo essere stata portabandiera del Liechtenstein durante la cerimonia di apertura, si classificò 38ª nel supergigante, 23ª nello slalom speciale, 17ª nella combinata e non completò lo slalom gigante.
Ai Mondiali di Sankt Anton am Arlberg 2001, sua prima presenza iridata, si piazzò 27ª nello slalom gigante, 11ª nella combinata e non completò lo slalom speciale; prese per l'ultima volta il via in Coppa del Mondo il 4 gennaio 2002 a Maribor in slalom gigante, senza completare la prova, e ai successivi XIX Giochi olimpici invernali di Salt Lake City 2002 si era iscritta alla gara di slalom speciale, ma non prese il via. Ai Mondiali di Sankt Moritz 2003, sua ultima presenza iridata, si classificò 30ª nello slalom gigante; si ritirò al termine di quella stessa stagione 2002-2003 e la sua ultima gara fu uno slalom speciale FIS disputato il 13 aprile a Sils im Engadin.

## Palmarès

### Coppa Europa
- Miglior piazzamento in classifica generale: 62ª nel 1999

### Campionati liechtensteinesi
- 6 medaglie:
  - 1 oro (slalom speciale nel 1999)
  - 5 argenti (slalom gigante nel 1995; slalom gigante nel 1997; slalom gigante, slalom speciale nel 1998; slalom gigante nel 1999)

### Campionati svizzeri
- 1 medaglia[2]:
  - 1 oro (combinata[senza fonte] nel 2000)